# Адальберт Валь
Адальберт Валь (нім. Adalbert Wahl; 8 травня 1906, Фрайбург-ім-Брайсгау — ???) — німецький офіцер, оберст (полковник) генштабу вермахту. Кавалер Лицарського хреста Хреста Воєнних заслуг з мечами.

## Біографія[1]
З 10 грудня 1940 до 15 червня 1943 року — офіцер 1-го батальйону 106-ї піхотної дивізії.
З 21 липня до 10 листопада 1943 року — начальник 20-го армійського корпусу.

## Нагороди[1]
- Хрест Воєннихх заслуг 2-го і 1-го класу з мечами
- Залізний хрест 2-го і 1-го класу
- Німецький хрест в золоті (10 січня 1944) — як оберст генштабу 20-го армійського корпусу.
- Лицарський хрест Хреста Воєнних заслуг з мечами (10 квітня 1945) — як оберст генштабу групи армій «Е».